# Jordi Ríos i Gravalosa
Jordi Ríos i Gravalosa (Vilanova i la Geltrú, 20 de març de 1970) és un actor i periodista català.
Va estudiar teatre a l'escola Estudis teatre a Barcelona. L'any 2002 s'inicia professionalment en el món del teatre, amb l'obra Els bufons del regne de la companyia Trotam i produïda per Toni Albà.
El 2003 participa en l'obra Comando a distància produïda pel Terrat. Amb el Terrat entra al món de la televisió, amb el programa Homozaping. Més tard col·labora en el programa Buenafuente. Va formar part de l'equip del programa radiofònic Minoria absoluta i ha participat a TV3 en els programes Crackòvia i Polònia.

## Teatre
- Actor-autor dels Bufons del Regne.
- Actor de Comando a Distancia.

## Televisió
- Una altra cosa,TV3.
- Homozaping, Antena 3.
- Buenafuente, Antena 3.
- Operacion Clon, La FORTA.
- Boqueria 357, TV3.
- Vacances pagades, TV3.
- Crackòvia, TV3.
- Polònia, TV3.
- La Escobilla Nacional, Antena 3.
- Acaros, Cuatro (episòdic).
- La Tira, La Sexta (episòdic).
- Aída, Tele 5 (episòdic).
- Anuncis MediaMarkt 2011 i 2012

## Ràdio
- El club de la mitjanit, Catalunya Ràdio
- Minoria absoluta, RAC 1
- En minoria, RAC 1.
- Fes-t'ho com vulguis, Catalunya Ràdio.

## Cinema
- Tapes, com a policia (2005)